# Abralia robsoni
Abralia robsoni е вид главоного от семейство Enoploteuthidae.

## Разпространение
Видът е разпространен в Япония.